# 白牡丹

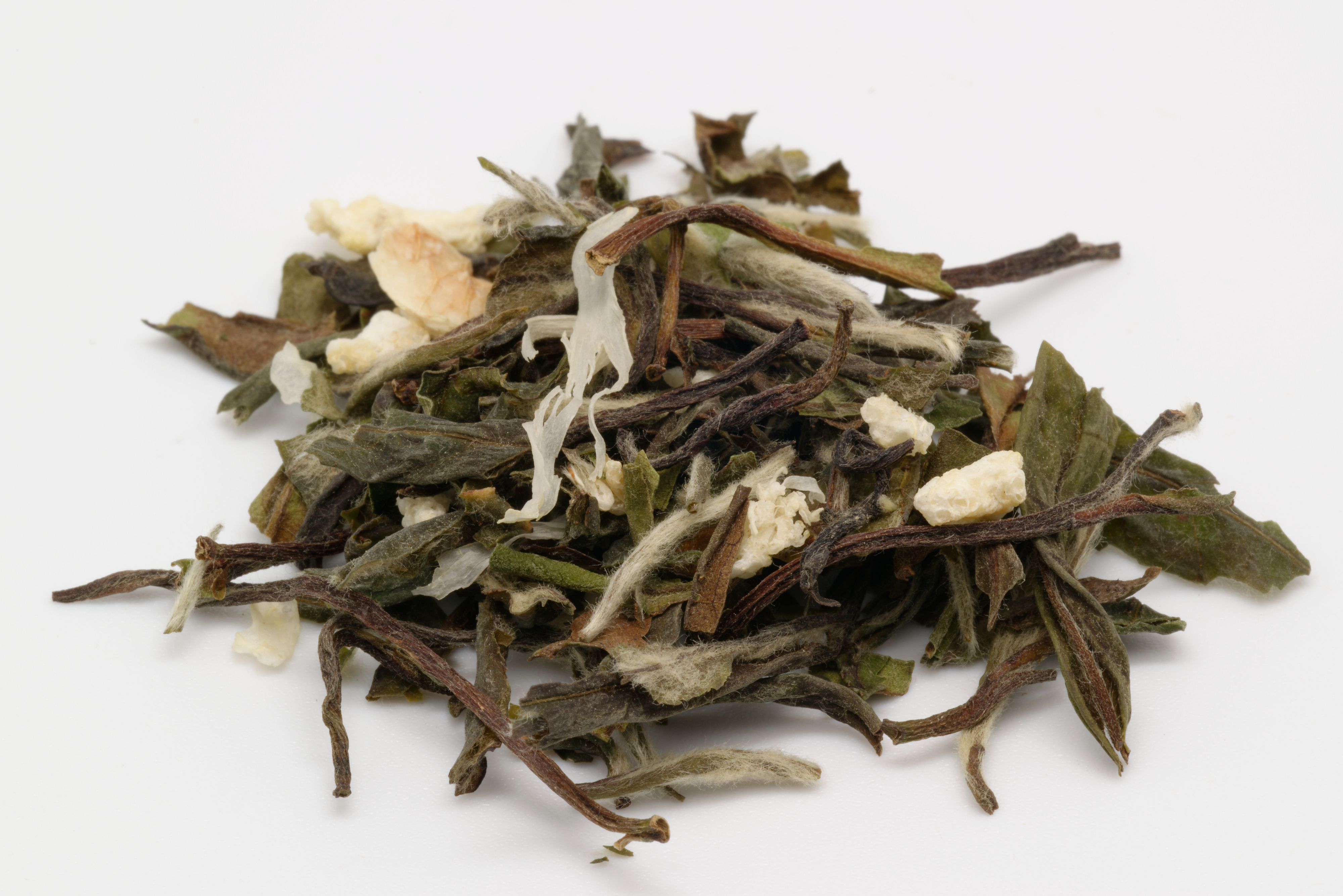
白牡丹の茶葉

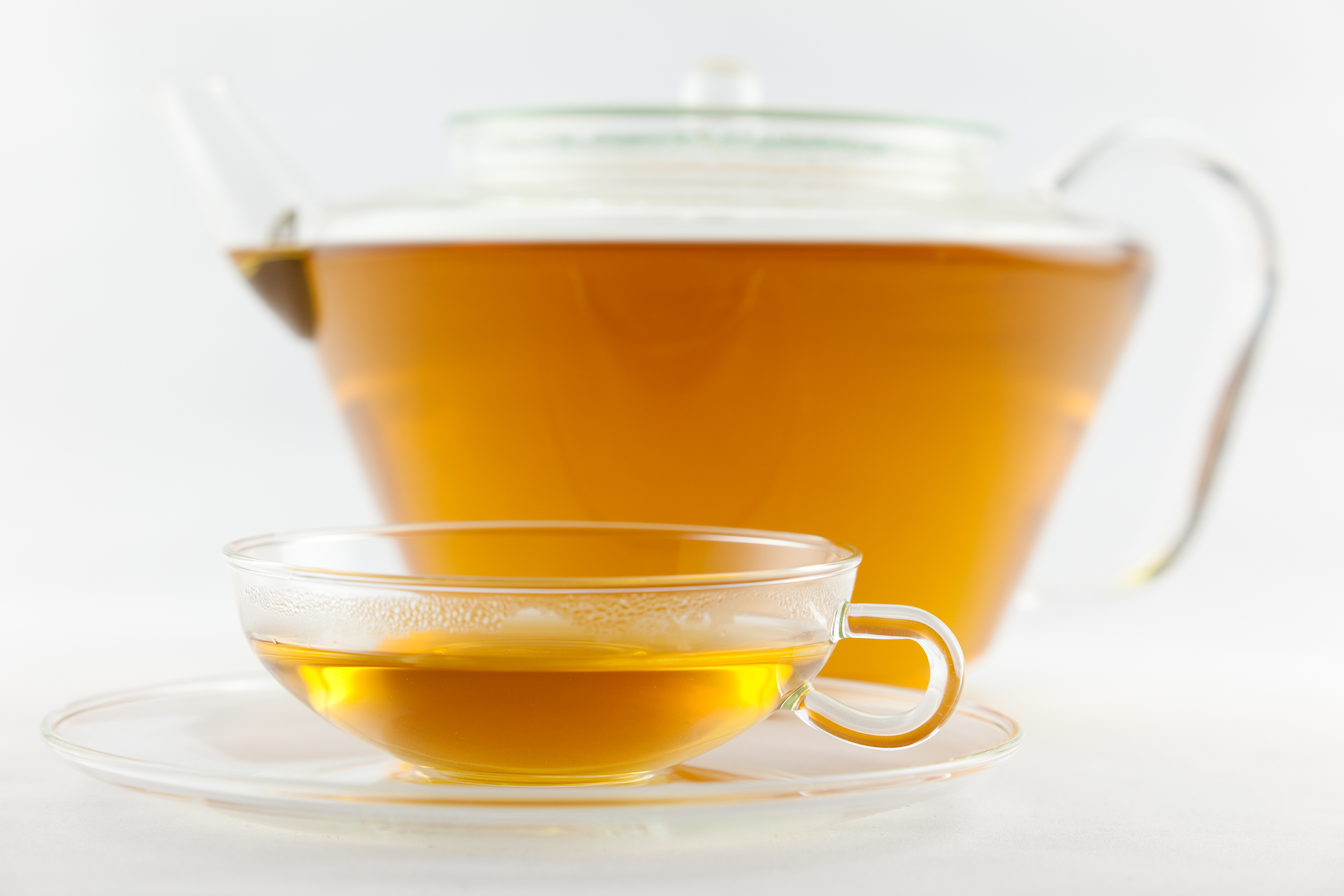
白牡丹

白牡丹（はくぼたん、バイムーダン）は、中華人民共和国の茶の1種（中国茶）。白茶に分類され、白茶の中でも最もポピュラーな品種である。

## 概要
白茶の中でも最高級品とされる白毫銀針は新芽のみを使うが、白牡丹は一芯二葉で摘むのが基本となっている。芽と葉を一緒に摘み取ることで、芽芯と葉のそれぞれの風味をバランスよく味わうことができるとされる。
白牡丹に使用される茶葉の原料は、福建省南平市建陽区などの大白種や水仙種が使用される、芽、一葉、二葉のいずれもが白い産毛で覆われているのが特徴であり、「三白」の別名もある。

## 特徴
白牡丹は香りがよいことで知られる。味にはクセがなくさわやかで飲みやすいが、同時にコクや深い甘みも感じられる。甘みは香りとしても豊かに感じられ「花の香り」と表現されることも多い。ヨーロッパでは「白い紅茶」とも呼ばれるように、紅茶にも似た味わいが特徴である。

## 効能
一般的な白茶と同様に白牡丹も「二日酔いにも効く茶」として重宝されており、酒を飲み過ぎた時に白牡丹を飲むと酔いがさめてすっきりするとされる。同様に身体にこもった熱を除去してくれる茶としても知られ、夏の暑い時期に飲まれる。

## 名称の由来
「白牡丹」の名称の由来には以下のようなものがある。
- 茶葉の産毛が牡丹に見立てられたことによる[1][2]。
- 緑の葉と白い芽が混然一体となっている様を牡丹に例えた[4]。
- 緑の葉に囲まれた白い芽を牡丹の開花に例えた[3]。

## 煎れ方
一般的な白茶と同様に、茶葉が湯の中で舞う様子など見て楽しむためにも耐熱ガラス製のグラスに茶葉を直接入れて、湯を注いで飲む。
抽出時間はかかるが、水出しにすることで、より甘みが引き立ちさわやかな風味を楽しむことができる。

## 産地
1922年以前に、福建省南平市建陽で最初に作られた。1922年以降には南平市政和県で作られるようになり、以降は政和が主な生産地となっている。
主な産地は福建省であるが、雲南省の原料で製造された白牡丹もあり、どちらが良いということはない。ただし、白茶は製造工程がシンプルであるため、品質の良し悪し、製造技量の良し悪しが味に直接現れる。